# Stadio Pier Luigi Penzo
Stadio Pier Luigi Penzo is een stadion in de Italiaanse stad Venetië. Het is de thuishaven van de voetbalclub Venezia FC. Het werd geopend in 1913, en is vernoemd naar Pierluigi Penzo, een piloot uit de Eerste Wereldoorlog. 
In 1966 kwamen er 26.000 mensen af op de wedstrijd tegen AC Milan in de Serie A, een record voor de club. 
In 1970 richtte een tornado veel schade aan het stadion aan. Daardoor moest de capaciteit noodgedwongen worden gereduceerd. Na de promotie naar de Seria A in 1998 werd het aantal plaatsen weer opgeschroefd naar 13.400, maar een aantal jaar later weer verminderd. Nu is er plaats voor 7.450 mensen. 
Het stadion is bereikbaar per boot.